# Iris Nazmy
Iris Nazmy là một nhà văn, nhà báo và nhà phê bình phim người Ai Cập. Cô là chủ tịch của Liên hoan phim Alexandria.
Nazmy sinh ra ở Cairo và tốt nghiệp Khoa Nghệ thuật của Đại học Cairo. Khi còn là sinh viên, cuộc đối thoại đầu tiên của cô là với Trưởng khoa Nghệ thuật lúc đó liên quan đến sự thấp kém về nhận thức của những phụ nữ ngồi trong quán cà phê hoặc các căn tin. Cuộc đối thoại này đã được đăng trên báo Al Qahira.
Khi bắt đầu sự nghiệp, cô làm việc tại tạp chí Sabāh al-Khayr và Rose al-Yūsuf. Cô cũng làm việc tại Dar Akhbar El Yom, trong bộ phận tin tức về các vụ tai nạn.
Cô đã tham gia một số liên hoan, bao gồm việc thành lập Liên hoan phim quốc tế Cairo, Liên hoan phim quốc tế Alexandria và Liên hoan phim châu Phi của Aswan. Cô được xem như là người phụ nữ Ai Cập đầu tiên đứng đầu một liên hoan phim.
Nazmy đã giành được vinh dự của Liên hoan phim quốc gia Ai Cập lần thứ tư. Một cuốn sách về cuộc đời cô, Iris Nazmi: trái tim dũng cảm, được viết bởi Mona Thabet và được xuất bản bởi Quỹ phát triển văn hóa ở Ai Cập.

## liên kết ngoài
- TIÊU CHÍ, BẠN ĐÃ đạt được phán quyết của mình? Lưu trữ ngày 19 tháng 10 năm 2008 tại Wayback Machine
- Chủ tịch Liên hoan phim Alexandria Iris Nazmy[liên kết hỏng]